# Xã Heber, Quận Cleburne, Arkansas
Xã Heber (tiếng Anh: Heber Township) là một xã thuộc quận Cleburne, tiểu bang Arkansas, Hoa Kỳ. Năm 2010, dân số của xã này là 9.772 người.